# Rötth József
Réthei Rötth József (Révkomárom, 1779. december 6. – Pest, 1831. május 9.) jogi doktor, ügyvéd, egyetemi tanár.

## Élete
Révkomáromban született. 1799–1800-ban királyi ösztöndíjas III. éves joghallgató volt a pesti egyetemen. 1826-ban Csongrád vármegye országgyűlési követe, 1829-ben az egyetem rektora. A gróf Károlyiak és több családnak jogtanácsosa s ügyigazgatója volt pesti királyi kúrián. Táblabírói címet is viselt. Földbirtokai Dunapentelén voltak. 1831-ben hunyt el Pesten.

## Művei
- Propositiones ex universo jure ecclesiastico et ungarico quas in reg. Scient. Universitate ungar. publice propugnandas suscepit... 1800. mense aug. Pestini.
- Sermo inaug... Budae, 1829.

Schams szerint biographiával és ethnographiával is foglalkozott.